# Lukas (film, 2018)
Pour les articles homonymes, voir Lukas.
Pour plus de détails, voir Fiche technique et Distribution.
Lukas est un film franco-belge réalisé par Julien Leclercq et sorti en 2018. Ce film noir, sombre et violent, met en scène Jean-Claude Van Damme dans le rôle d'un père prêt à tout pour récupérer la garde de sa fille.

## Synopsis
Lukas est un ancien garde du corps, veuf, qui vit avec sa fille de huit ans et travaille dans les boîtes de nuit en tant que videur pour subvenir à leurs besoins. Une nuit, alors qu'il tente de maîtriser un client agressif, celui-ci est grièvement blessé. Il s'avère que c'est le fils d'un membre du Parlement Européen. Sous la menace d'une peine d'emprisonnement et du retrait de la garde de sa fille, la police lui demande de collaborer afin d'enquêter sur son nouvel employeur, une figure du crime organisé flamand, dont il est donc contraint d'infiltrer l’organisation.

## Fiche technique
Sauf indication contraire, les informations mentionnées dans cette section peuvent être confirmées par la base de données cinématographiques IMDb,  présente dans la section « Liens externes ».
- Titre original : Lukas
- Titre de travail : The Bouncer
- Réalisation : Julien Leclercq
- Scénario : Jérémie Guez
- Photographie : Robrecht Heyvaert
- Montage : Benjamin Courtines
- Musique : Dimitri Vegas
- Production : Jean-Claude Van Damme, Aimée Buidine, Jérémie Guez, Julien Leclercq et Julien Madon

Coproducteurs : Nabil Ben Yadir, Cloé Garbay, Nadia Khamlichi, Adrian Politowski, Benoit Roland et Bastien Sirodot
- Sociétés de production : Atchafalaya Films, Cheyenne Films et Labyrinthe Films, avec la participation de C8 Films, 10.80 Films et Umedia, en association avec la SOFICA Sofitvciné 6
- Société de distribution : Océan Films (France)
- Budget : n/a
- Pays d'origine :  France,  Belgique
- Langue originale : français
- Format : couleur
- Genre : thriller, action
- Durée : 1h22
- Dates de sortie[1] :
  - France : 22 août 2018

## Distribution
- Jean-Claude Van Damme : Lukas
- Sveva Alviti : Lisa
- Sami Bouajila : Zeroual
- Kaaris : Omar
- Kevin Janssens : Geert
- Sam Louwyck : Jan
- Dimitri Thivaios :  l'agresseur de la boite de nuit
- Alice Verset : Sarah

## Production
Le projet est initialement développé sous le titre The Bouncer (« videur » en anglais).
Il a été annoncé en janvier 2018 que le tournage aurait lieu à Dinant. La production annonce cependant que les lieux ne correspondent pas aux attentes de la production, et les prises de vue ont finalement lieu à Namur, capitale de la Région wallonne. Le tournage s'achève en mars 2018. À noter que c'est l’un des rares films (avec JCVD, Beur sur la ville et Narco) dans lesquels Jean Claude Van Damme joue en français.